# گارینگه
گارینگه (به صربی: Garinje) یک منطقهٔ مسکونی در صربستان است که در ولادیچین خان واقع شده‌است. گارینگه ۵۵۴ نفر جمعیت دارد.